# Aleurodiscus piceinus
Aleurodiscus piceinus är en svampart som beskrevs av E.M. Lyon & P.A. Lemke 1964. Aleurodiscus piceinus ingår i släktet Aleurodiscus och familjen Stereaceae.   Inga underarter finns listade i Catalogue of Life.